# 阿米夫胺
阿米夫胺（INN：amiflamine；开发代号：FLA-336）是单胺氧化酶A的可逆抑制剂，对氨基脲敏感性胺氧化酶（SSAO）也有一定抑制作用，并且是血清素释放剂。它是苯乙胺和安非他明的衍生物。该化合物的(+)-对映体是活性立体异构体。
相对于去甲肾上腺素能和多巴胺能神经元，阿米夫胺优先抑制血清素能神经元中的单胺氧化酶A。换句话说，在低剂量时，它可用于选择性抑制血清素细胞中的单胺氧化酶A，而在较高剂量时，它会失去选择性。这一特性归因于阿米夫胺对血清素转运蛋白的亲和力高于去甲肾上腺素和多巴胺转运蛋白，因为转运蛋白介导的运输是阿米夫胺进入单胺能神经元的必要条件。